# Wilhelm Gnapheus
Wilhelm Gnapheus, auch Willem de Volder, Willem van de Voldersgraft oder Gulielmus Fullonius (* 1493 in Den Haag; † 29. September 1568 in Norden) war ein Humanist und reformierter protestantischer Gelehrter.

## Leben
Wilhelm Gnapheus entstammte einer wohlhabenden Familie. Er wurde nach einem Studium in Köln 1520 zum Rektor der Lateinschule in Den Haag berufen. Hier kam er mit den Ideen der Reformation in Berührung. Während der Inquisition und der Verfolgungen in Holland wurde er mit seinem Freund Cornelis Hoen inhaftiert. Bei monatelanger weiterer Inhaftierung kam er 1523 mit Jan van Woerden, dem ersten protestantischen Märtyrer in den Niederlanden, in Berührung, dessen Schriften er überarbeitete.
Nach seiner Freilassung verließ er im Jahr 1528 die Niederlande, da nach einer anfänglichen Besserung der Situation die Verfolgungen wieder eingesetzt wurden. Im Jahr 1529 erschien in Antwerpen sein lateinisches Schuldrama Acolastus, das 1536 auch in einer deutschen Übersetzung von Georg Binder erschienen ist. Die Schulkomödie hatte einen nachweisbaren Einfluss aus die Entstehung der humanistischen Studentenkomödie Studentes des Frankfurter Studenten Christoph Stummel, wie bereits die Verwendung der Namen Acolastus und Eubulus anzeigt. Gnapheus emigrierte nach Preußen und kam nach Elbing und war dort 1531 an einem Fastnachtsschabernack beteiligt, bei dem Bischof Mauritius Ferber, Nikolaus Kopernikus (als Morosophus, ein törichter Weiser) und andere Katholiken verspottet wurden. Gnapheus wurde dort 1535 der erste Rektor des Elbinger Gymnasiums, einer Lateinschule. Als es dort zu Unstimmigkeiten mit Johannes Dantiscus, dem Fürstbischof von Ermland, welchem Elbing unterstand, kam, musste er 1541 Elbing verlassen. Das Gymnasium verkam. Gnapheus wechselte daraufhin an den Hof des Herzogs Albrecht von Preußen nach Königsberg (Preußen), erst als herzoglicher Rat, dann als Rektor des neugegründeten Pädagogiums und zugleich Lektor an der neuen Universität. Fälschlich denunziert, verließ er 1547 auf Druck der Lutheraner, die ihn exkommunizierten, Ostpreußen. Gnapheus ging dann als Sekretär und Prinzenerzieher an den Hof der ostfriesischen Regentin Anna von Oldenburg, in deren Diensten er bis zu seinem Lebensende verblieb. In dieser Zeit war er auch Bürgermeister der Stadt Norden.

## Familie
Wilhelm Gnapheus war verheiratet und hatte einen Sohn, der Jurist wurde:
- Wilhelm Gnapheus († 10. März 1652), Bürgermeister von Norden[4] ⚭ Elisabeth von Renselaer

## Schriften
- Acolastus. De filio prodigo comoedia Acolasti, titulo in scripta, authore Gulielmo Gnapheo, Gymnasiarcha Hagiensi. (lateinisches Schuldrama) Antwerpen im Juli 1529.
  - Acolastus. Ein Comoedia vonn dem verlornen Sun, Luce am XV. verteüscht vnd gehalten zu Zürich im jar MDXXXV durch Georg Binder, 1536 (Digitalisat)
- Eloquentiae Triumphus (Triumph der Redekunst), lateinisches Schuldrama, 1541.
- Morosophus (Ein törichter Weiser), lateinische Komödie, 1541.
- Hypocrisis (Heuchelei), lateinisches Schuldrama, 1544.
- Lobspruch der Stadt Emden und ganz Ostfrieslands. [1557]. Hrsg. von H. Babucke. Emden 1875.